# بازار کشاورزان

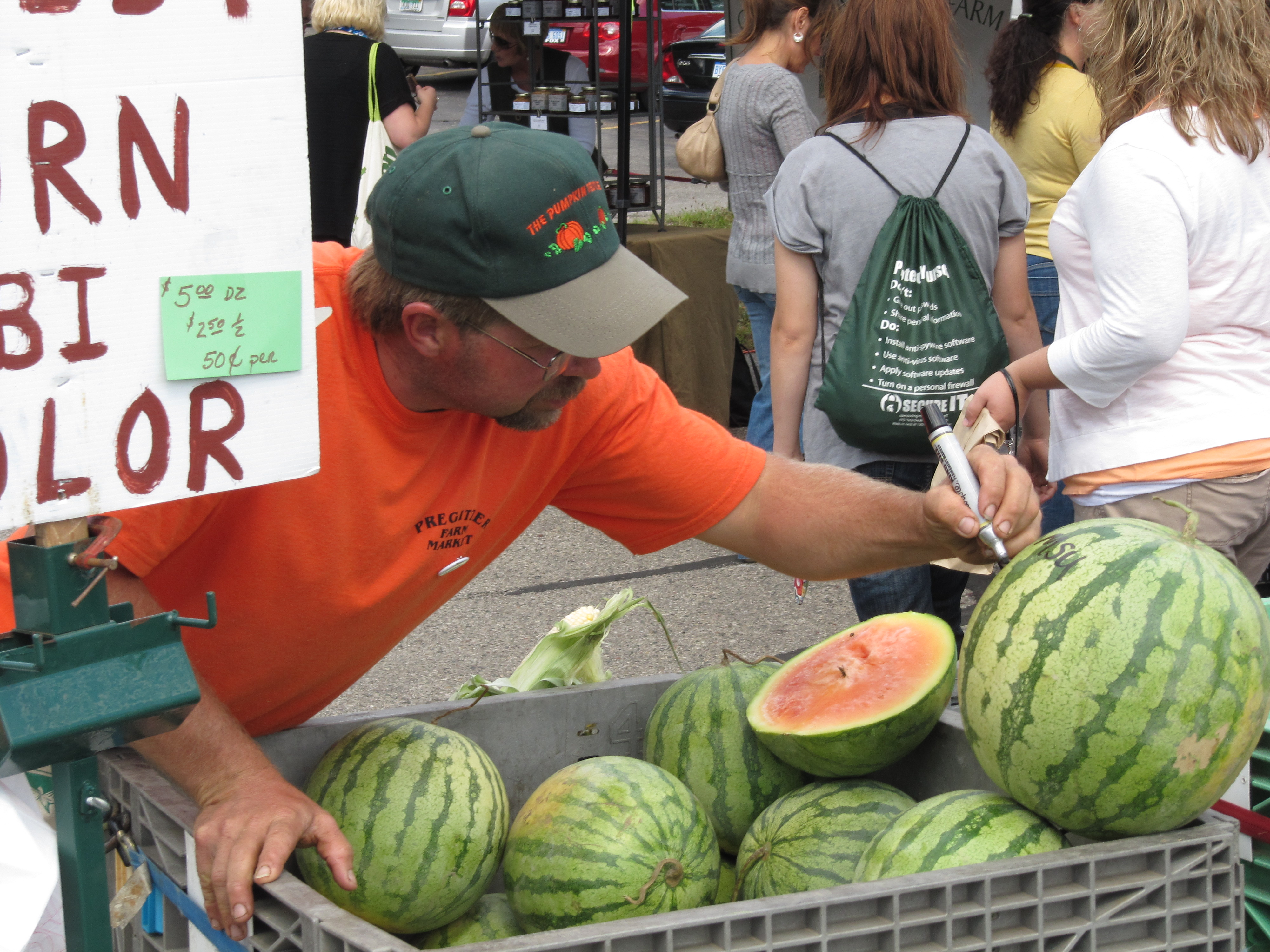
بازار کشاورزان در لنسینگ میشیگان در ایالات متحده در پاییز

بازار کشاورزان مکانی برای برای فروش مواد غذایی به‌طور مستقیم توسط کشاورزان به مصرف‌کنندگان است. بازارهای کشاورزان ممکن است سرپوشیده یا در فضای باز باشد و به‌طور معمول شامل غرفه‌ها یا میزهایی می‌شود که در آن کشاورزان به فروش میوه‌ها و سبزیجات و گوشت و پنیر و گاهی اوقات غذاهای آماده و نوشیدنی می‌پردازند. بازار کشاورزان در کشورهای بسیاری در سراسر جهان وجود دارد و منعکس کننده فرهنگ‌های محلی و اقتصاد است.

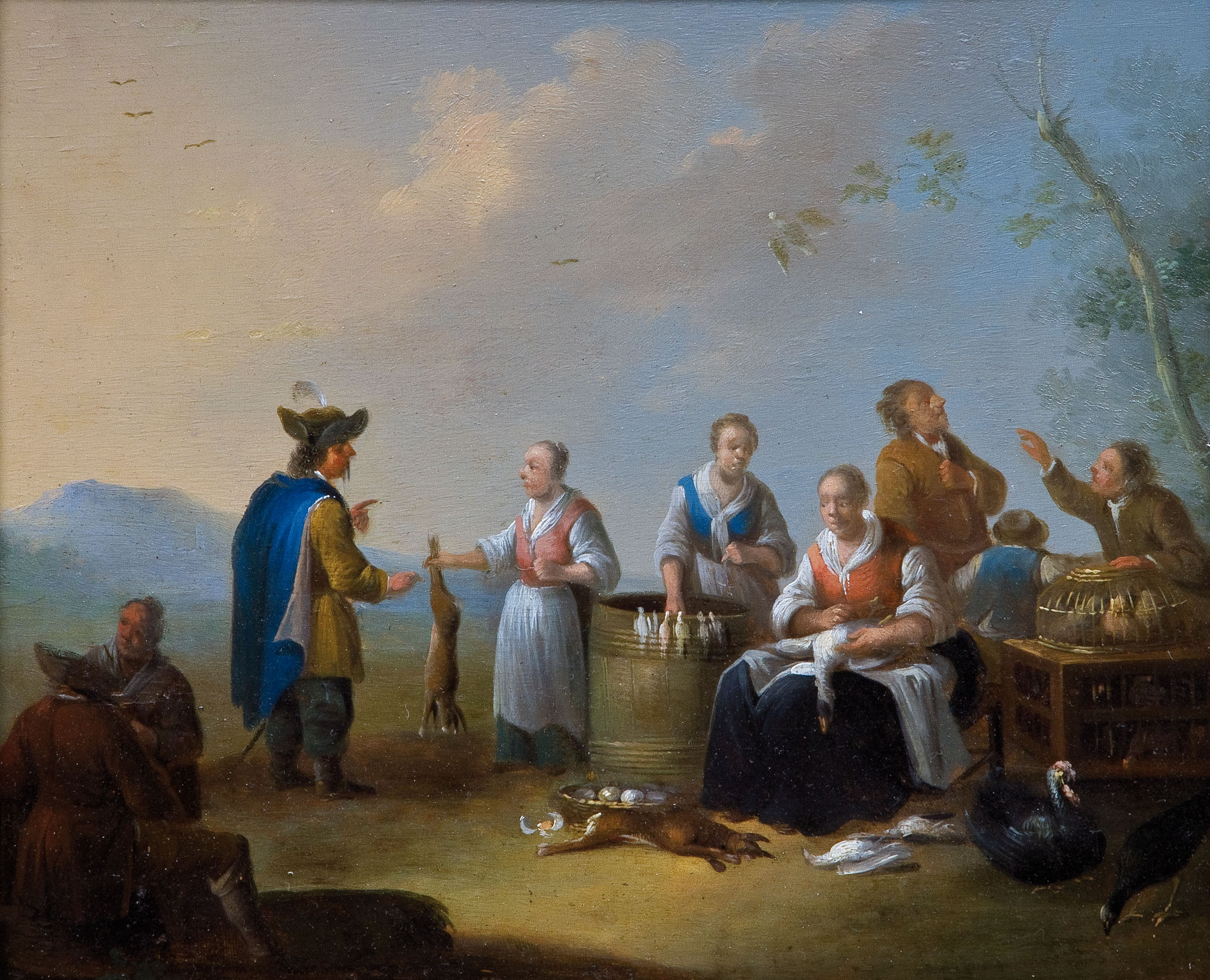
Auf dem Vogelmarkt (زنان ارائه خرگوش‌های صحرایی و پرندگان وحشی), 18th-قرن ۱۹

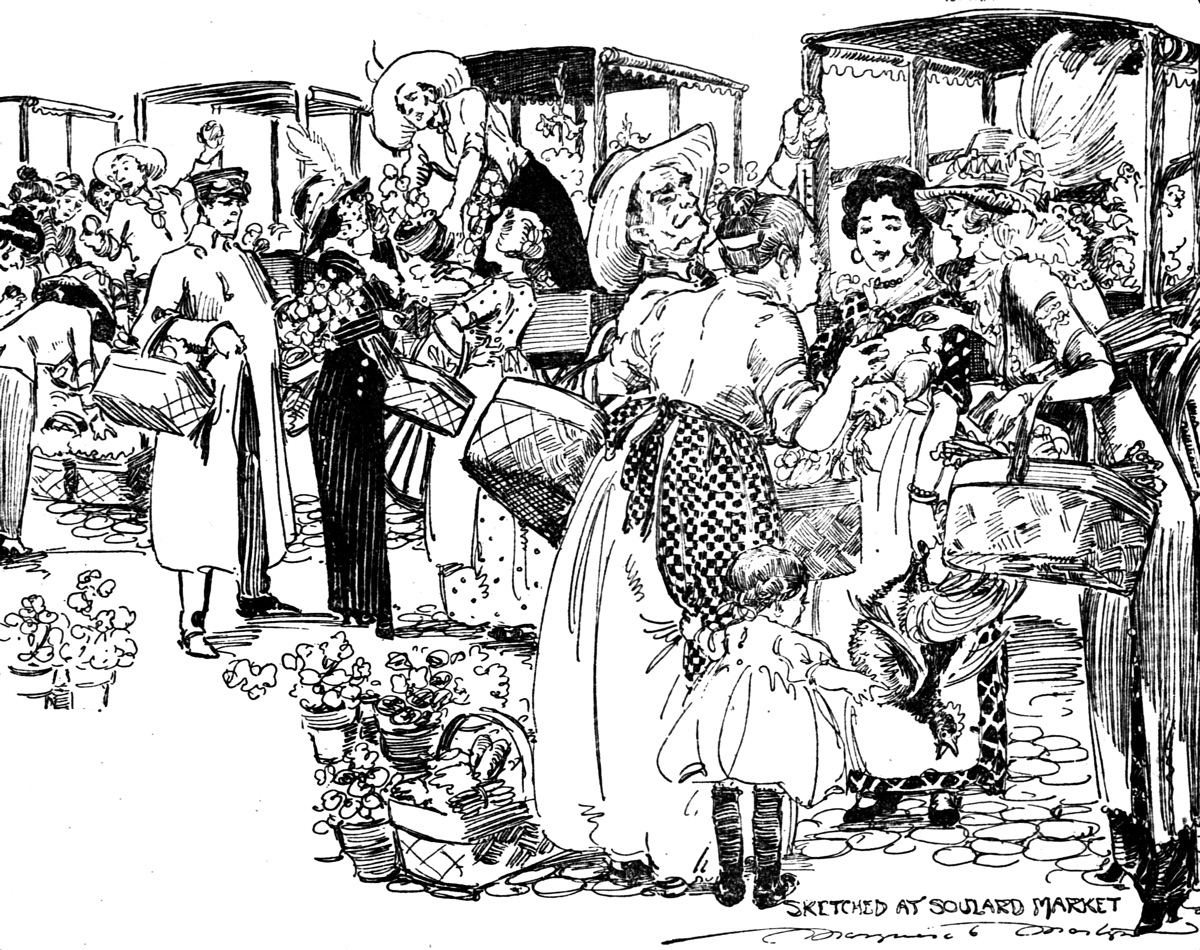
طرحی توسط مارگریت مارتین از oulard بازار، St. Louis, میزوری در ال ۱۹۱۲

## مزایا

### برای کشاورزان
فروش مستقیم محصولات در بازار کشاورزان به نسبت فروش آنها به عمده فروشان و شرکت‌های بزرگ مواد غذایی سود مالی بیشتری برای کشاورزان دارد. فروش مستقیم به کشاورز معمولاً نیاز کمتری به حمل و نقل، سردخانه و انبارداری دارد. علاوه بر این فروش در غرفه‌هایی در فضای باز، هزینه اجاره، تأمین گرمایش و سرمایش و در کل زیر ساخت کمتری نیاز دارد. همچنین کشاورز می‌تواند با فروش همزمان محصولاتی که محصول مستقیم خودش نیست هم سود ببرد.

### برای جامعه
در میان مزایایی که اغلب برای جوامع با بازارهای کشاورزان' تبلیغ می‌شود می‌توان به این موارد اشاره کرد:
- کمک به حفظ روابط اجتماعی روستایی و جمعیت شهری[۱]
- ایجاد رونق برای کسب و کارهای نزدیک
- معطوف کردن توجه به فعالیت‌های کشاورزی

کاهش نیاز به حمل و نقل، ذخیره‌سازی و سردخانه‌ها هم می‌تواند برای جامعه مفید باشد:
- کاهش هزینه‌های انرژی حمل و نقل و سردخانه
- کاهش آلودگی ناشی از حمل و نقل
- کاهش هزینه زیرساخت‌ها برای حملو نقل (جاده ها، پل‌ها و غیره)
- اختصاص زمین کمتر برای انبار مواد غذایی

### برای مصرف‌کنندگان
مصرف‌کنندگان ممکن است به دلایل زیر از بازارهای کشاورزی حمایت کنند::
- کاهش هزینه‌های سربار: رانندگی، پارکینگ و غیره.
- مواد غذایی تازه
- غذاهای فصلی
- غذاهای سالم‌تر
- تنوع غذایی بیشتر. به عنوان مثال: غذاهای ارگانیک، گوشت مراتع، تخم انواع ماکیان، لبنیات خانگی.
- جایی برای ملاقات همسایگان، گپ زدن و غیره.
- یک محل برای لذت بردن از یک پیاده‌روی در حالی که گرفتن مواد غذایی مورد نیاز

شواهد نشان می‌دهد که قیمت در بازار کشاورزان کمتر از قیمت‌های سوپرمارکت‌ها است. هزینه کم تولید، فاصله کمتر تا مقصد و تعداد واسطه‌های کمتر عامل این تفاوت قیمت هستند.

## بررسی منطقه ای

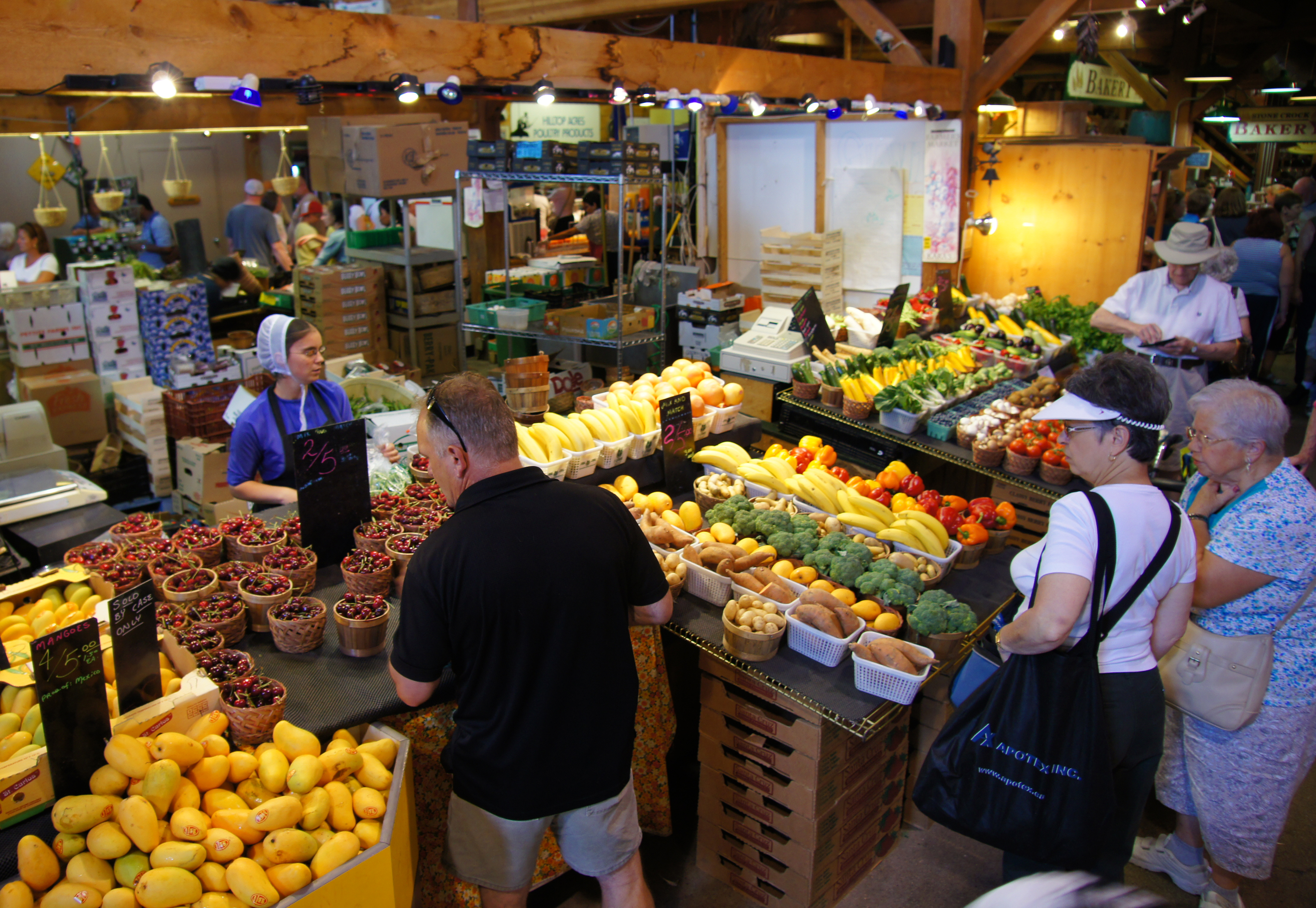
سنت Jacobs بازار کشاورزان در انتاریو کانادا

جمعه بازار در شهر ری

### کانادا و ایالات متحده
با توجه به افزایش علاقه مردم به غذاهای سالم، تمایل به حفظ ارقام و دام محلی (که به علت تجاری نبودن حمل و نقل آنها یا سختی به دست آوردن استانداردهای غذایی) و افزایش درک اهمیت مزارع کوچک حاشیه شهرها برای حفظ محیط شهری؛ بازار کشاورزان از تعداد ۱٬۷۵۵در سال ۱۹۹۴ به ۴٬۳۸۵ در سال  ۲۰۰۶، به ۵٬۲۷۴ در سال ۲۰۰۹ و به ۸٬۱۴۴ در سال ۲۰۱۳ رشد کرده‌است. در شهر نیویورک ۱۰۷ بازار کشاورزان در حال فعالیت هستند. در لس آنجلس در ۸۸ منطقه بازار کشاورزان وجود دارد. در ایالات متحده در تمام سطوح دولت به ارائه کمک‌های مالی به بازار کشاورزان اقدام می‌کند. برای مثال در برنامه‌های …. این برنامه در درجه اول به خریداران کم درآمد بازارهای کشاورزان، کمک هزینه خرید را می‌دهد. از جمله این برنامه‌ها، برنامه تشویقی دلار دو برابر است. این برنامه‌ها اغلب تکیه توسط بخش غیرانتفاعی پشتیبانی می‌شوند.

### ایران
در ایران بازار کشاورزان با نام جمعه بازار؛ دوشنبه بازار، چهارشنبه بازار و نام‌هایی از این قبیل و معمولاً در شهرهای کوچک برقرار می‌شوند. برای مثال در شهرهای شمالی ایران محصولات کشاورزی روز و شیلات صید روز در این بازارها ارائه می‌شود.

## بازار کشاورزان آنلاین
با افزایش نفوذ اینترنت در جوامع، استارت آپ هایی با هدف نزدیک کردن محصول کشاورز و مصرف کننده ایجاد شده اند. هدف این استارتاپ ها حذف حداکثری واسطه ها به نفع کشاورز، مصرف کننده نهایی و جامعه است. نمونه های کوچک و بزرگی از وبسایت و اپلیکیشن به این منظور راه اندازی شده اند. در ایران نیز با شروع دهه 90 میلادی و رشد روزافزون استارتاپ ها، تیم هایی به دنبال تحقق بازار کشاورزان آنلاین بوده اند. از این دست سایتها میتوان به دیجی کالا، کشاورز برتر و زنبیل اشاره کرد.

## نگارخانه

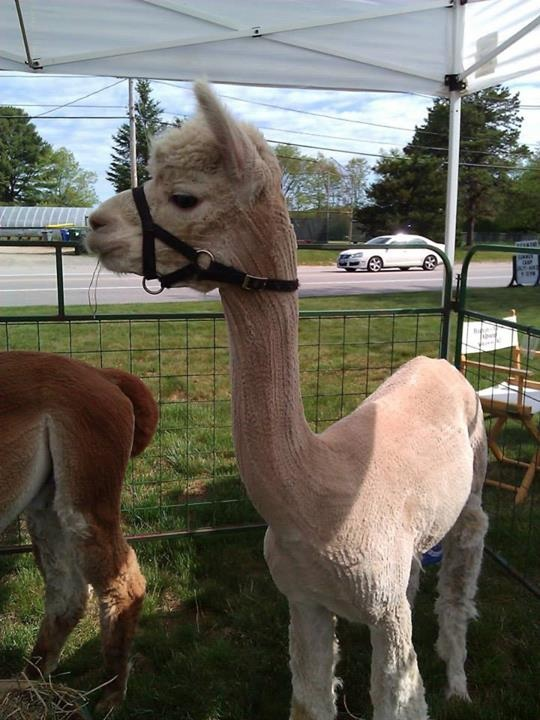
آلپاک در یک بازار کشاورزان در ریچموند، رودآیلند، ایالات متحده
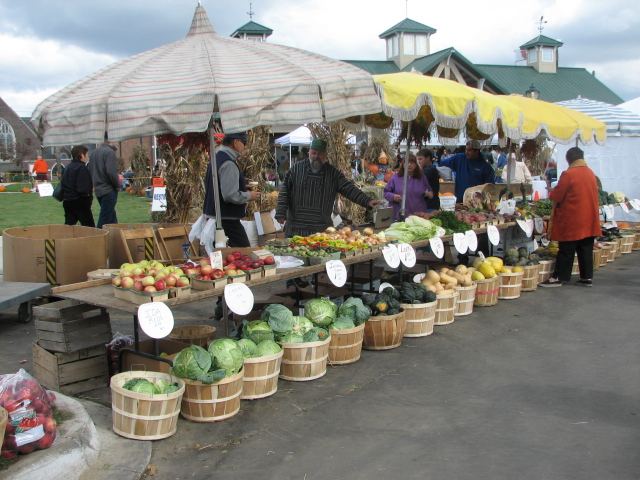
محصولات برای فروش در بازار کشاورزان در فارمینگتون،  میشیگان،  ایالات متحده آمریکا
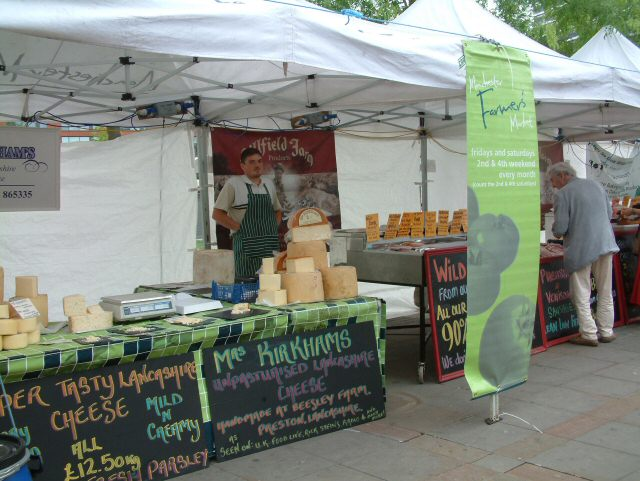
پنیر برای فروش در بازار کشاورزان در لندن،  بریتانیا
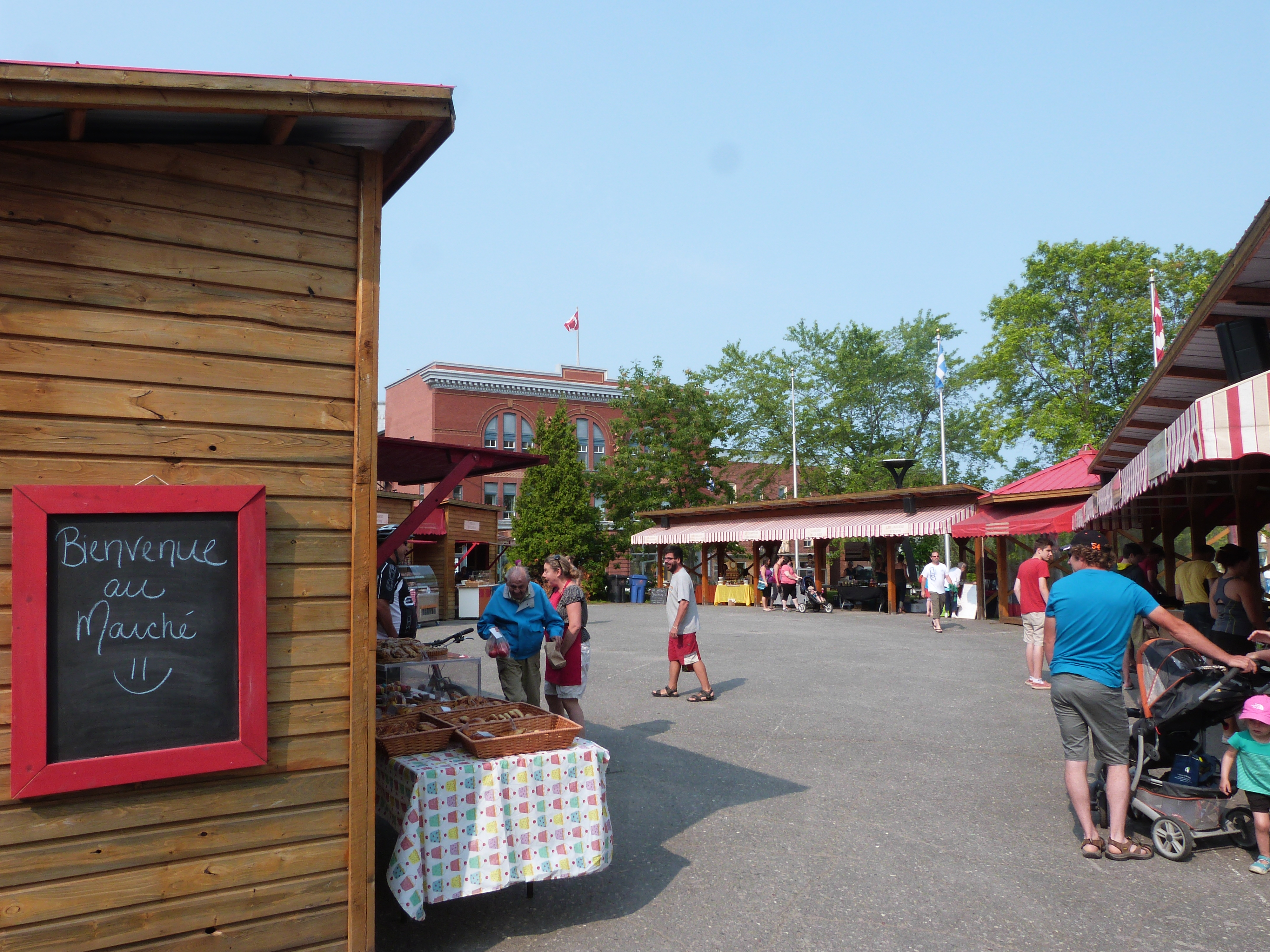
بازار کشاورزان در ریور دولوپ، کوبک، کانادا
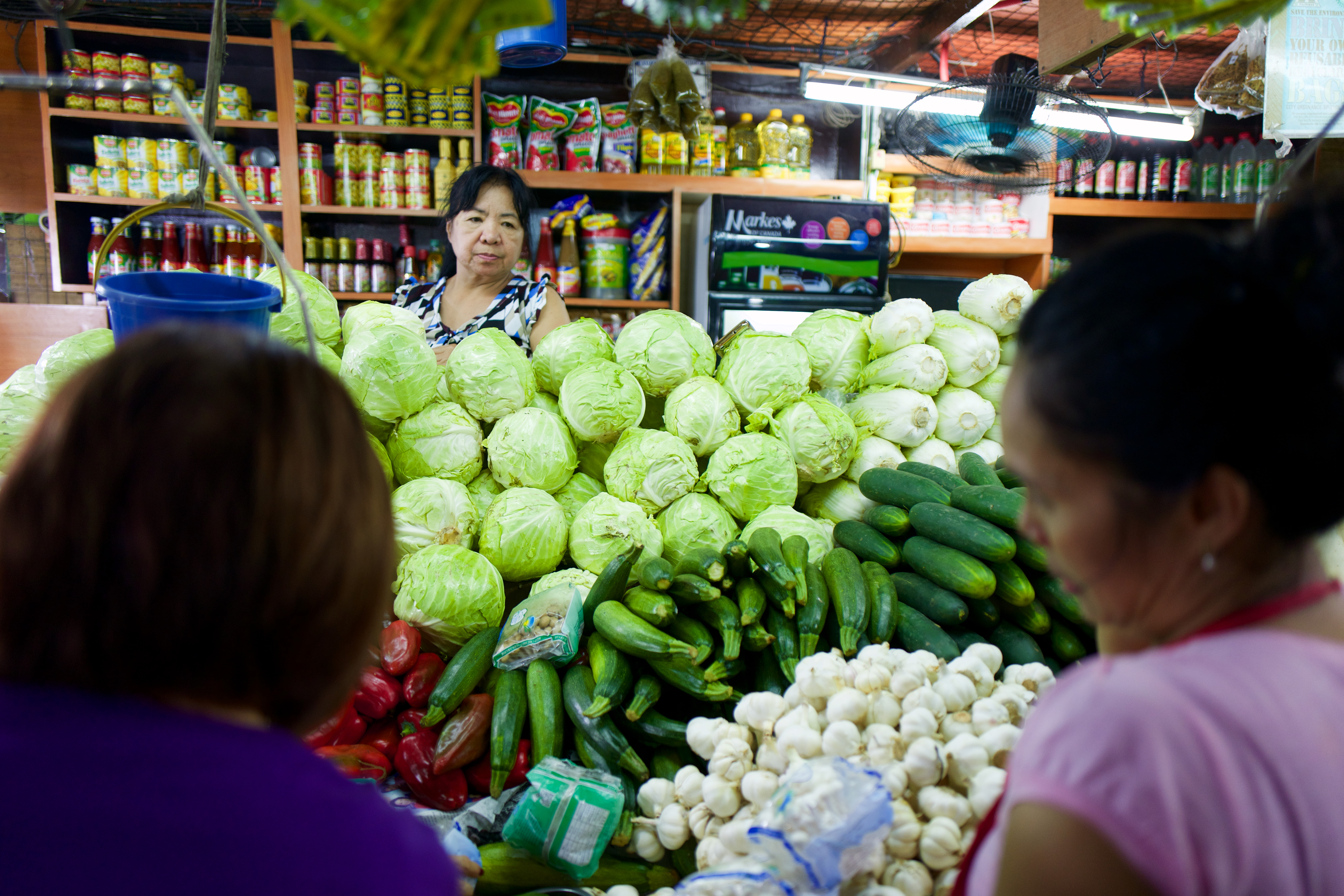
بازار کشاورزان در کوبو،  فیلیپین